# Butsnudet frø
Den butsnudede frø (Rana temporaria) er en semi-akvatisk padde af familien Ranidae, som lever i store dele af Europa. Det er den mest almindelige frø i Danmark, hvor den findes over det meste af landet, men den mangler dog i Sydfynske Øhav, på Endelave, Sejerø, Læsø, Lolland, Falster, Møn og Bornholm. 
Den butsnudede frø er fredet ligesom alle andre danske padder.
Begge køn bliver 5-10 cm lang, kroppen er robust, og set fra oven nærmest pæreformet. Den butsnudede frø kan forveksles med den spidssnudede frø. Det eneste sikre kendetegn er, at fodrodsknuden på den spidssnudede frø er højere og mere sammentrykt end hos den butsnudede frø.